# Třída Buckley
Třída Buckley (jinak též třída TE) byla třída eskortních torpédoborců amerického námořnictva z období druhé světové války. Od třídy Evarts se lišily prodlouženým trupem, zlepšujícím nautické vlastnosti lidí, který se osvědčil natolik, že byl použit u všech dalších amerických druhoválečných eskortních torpédoborců.
Postaveno jich bylo celkem 102 kusů. Během války jich byla část, na základě zákona o půjčce a pronájmu, předána britskému námořnictvu. Po válce byly poskytnuty řadě dalších zemí, například Tchaj-wanu, Evádoru, Chile či Korejské Republice.

## Pozadí vzniku
Americké loděnice postavily celkem 102 eskortních torpédoborců této třídy. Většinu jich provozovalo americké námořnictvo, přičemž 46 jich bylo předáno britskému námořnictvu, které je označovalo jako třídu Captain (ta ovšem zahrnovala rovněž britská plavidla předcházející třídy Evarts).

## Konstrukce
Fregaty nesly tři 76mm kanóny v jednohlavňové lafetaci, které doplnily čtyři 40mm kanóny Bofors a devět 20mm kanónů Oerlikon. K napadání ponorek sloužil jeden salvový vrhač hlubinných pum Hedgehog, dále osm a dvě skluzavky pro svrhávání hlubinných pum. Oproti předchozí třídě byl přidán jeden trojhlavňový 533mm torpédomet. Pohonný systém tvořily dvě parní turbíny General Electric a dva kotle. Lodní šrouby byly dva. Nejvyšší rychlost dosahovala 23 uzlů.

## Operační nasazení
Třída Buckley byla nasazena ve druhé světové válce. Dvě jednotky byly v bojích ztraceny.

## Výskyt v kultuře
Eskortní torpédoborec USS Whitehurst vystupoval ve filmu Nepřítel pod hladinou (the Enemy Below) z roku 1957.